# Юшковська
Юшковська (рос. Юшковская) — присілок в Коноському районі Архангельської області Російської Федерації.
Населення становить 10 осіб. Входить до складу муніципального утворення Климовське сільське поселення.

## Історія
Від 2004 року входить до складу муніципального утворення Климовське сільське поселення.

## Населення
| 2002 | 2010 | 2012 |
| ---- | ---- | ---- |
| 22   | ↘12  | ↘10  |